# العلاقات الأوزبكستانية الأوكرانية
العلاقات الأوزبكستانية الأوكرانية هي العلاقات الثنائية التي تجمع بين أوزبكستان وأوكرانيا.

## مقارنة بين البلدين
هذه مقارنة عامة ومرجعية للدولتين:
| وجه المقارنة                                              | أوزبكستان       | أوكرانيا                                   |
| --------------------------------------------------------- | --------------- | ------------------------------------------ |
| المساحة (كم2)                                             | 448.98 ألف      | 603.63 ألف                                 |
| عدد السكان (نسمة)                                         | 32.39 مليون     | 45.55 مليون                                |
| الكثافة السكانية (ن./كم²)                                 | 72.14           | 75.46                                      |
| العاصمة                                                   | طشقند           | كييف                                       |
| اللغة الرسمية                                             | اللغة الأوزبكية | اللغة الأوكرانية                           |
| العملة                                                    | سوم أوزبكستاني  | هريفنا أوكرانية، كاربوفانيتس، روبل سوفييتي |
| الناتج المحلي الإجمالي (بليون دولار)                      | 48.72 مليار     | 112.15 مليار                               |
| الناتج المحلي الإجمالي (تعادل القوة الشرائية) بليون دولار | 190.50 مليار    | 352.98 مليار                               |
| الناتج المحلي الإجمالي الاسمي للفرد دولار أمريكي          | 2.13 ألف        | 2.11 ألف                                   |
| الناتج المحلي الإجمالي للفرد دولار أمريكي                 | 5.57 ألف        | 8.66 ألف                                   |
| مؤشر التنمية البشرية                                      | 0.675           | 0.747                                      |
| رمز المكالمات الدولي                                      | +998            | +380                                       |
| رمز الإنترنت                                              | .uz             | .ua، .укр ‏                                 |
| المنطقة الزمنية                                           | ت ع م+05:00     | ت ع م+02:00، ت ع م+03:00، توقيت شرق أوروبا |

## مدن متوأمة
في ما يلي قائمة باتفاقيات التوأمة بين مدن أوزبكستانية وأوكرانية:
- ترتبط سمرقند مع لفيف باتفاقية توأمة منذ 4 أغسطس 1986.
- ترتبط طشقند مع دنيبرو باتفاقية توأمة منذ 30 أبريل 1993.

## منظمات دولية مشتركة
يشترك البلدان في عضوية مجموعة من المنظمات الدولية، منها:
| علم المنظمة | اسم المنظمة                               | تاريخ انضمام أوزبكستان | تاريخ انضمام أوكرانيا |
| ----------- | ----------------------------------------- | ---------------------- | --------------------- |
|             | مؤسسة التنمية الدولية                     | 24 سبتمبر 1992         | 27 مايو 2004          |
|             | يونسكو                                    | 26 أكتوبر 1993         | 12 مايو 1954          |
|             | وكالة ضمان الاستثمار متعدد الأطراف        | 4 نوفمبر 1993          | 19 يوليو 1994         |
|             | الأمم المتحدة                             | 2 مارس 1992            | 24 أكتوبر 1945        |
|             | الفريق المعني برصد الأرض                  | ?                      | ?                     |
|             | الاتحاد البريدي العالمي                   | ?                      | ?                     |
|             | البنك الدولي للإنشاء والتعمير             | 21 سبتمبر 1992         | 3 سبتمبر 1992         |
|             | الاتحاد الدولي للاتصالات                  | 10 يوليو 1992          | 7 مايو 1947           |
|             | منظمة حظر الأسلحة الكيميائية              | ?                      | ?                     |
|             | مؤسسة التمويل الدولية                     | 30 سبتمبر 1993         | 18 أكتوبر 1993        |
|             | المركز الدولي لتسوية المنازعات الاستشارية | 25 أغسطس 1995          | 7 يوليو 2000          |
|             | منظمة الشرطة الجنائية الدولية             | ?                      | ?                     |
|             | منظمة الأمن والتعاون في أوروبا            | 30 يناير 1992          | 30 يناير 1992         |

## أعلام
هذه قائمة لبعض الشخصيات التي تربطها علاقات بالبلدين:
- أندريه كارياكا (لاعب كرة قدم روسي، 1 أبريل 1978[21] – )
- إيرينا شاريبوفا (عارضة أزياء روسية، 7 فبراير 1992 – )
- إيغور كريمتس (لاعب كرة قدم أوزبكستاني، 27 يناير 1992[22] – )
- فارفارا ليبتشينكو (لاعبة كرة مضرب أمريكية، 21 مايو 1986 – )
- فالنتين كوفالينكو (لاعب كرة قدم، 9 أغسطس 1975 – )
- فلاديمير كوزاك (لاعب كرة قدم أوزبكستاني، 12 يونيو 1993[23] – )

## وصلات خارجية
- موقع وزارة الخارجية الأوزبكستانية
- موقع وزارة الخارجية الأوكرانية